# Gouvernement Phot Phahonyothin (4)
Siam
6e cabinet
(Phot Phahonyothin III) 8e cabinet
(Phot Phahonyothin V)
Le quatrième gouvernement Phot Phahonyothin (thaï : คณะรัฐมนตรีพจน์ พหลโยธิน 4, litt. Cabinet Phot Phahonyothin 4) est le septième gouvernement du Siam, entre le 10 août et le 10 décembre 1937. 

## Historique du mandat

### Formation
Le précédent gouvernement, le troisième de Phot Phahonyothin, remettent leurs démissions le 27 juillet 1937. Quelques jours plus tard, le Premier ministre sortant est reconduit dans ses fonctions. Son quatrième gouvernement est annoncé le même jour.

### Fin
Le gouvernement prend fin à la suite de la fin du mandat de la première législature de la Chambre des représentants. Des élections législatives se tiennent le 7 novembre, pour la première fois en scrutin direct, afin de renouveler les 91 sièges des 182 de la chambre basse.
Le 21 décembre, le cinquième gouvernement Phot Phahonyothin est nommé.

## Composition initiale

### Premier ministre et ministres
| Fonction                                   | Nom                   |
| ------------------------------------------ | --------------------- |
| Premier ministre Ministre de l'Agriculture | Phot Phahonyothin     |
| Ministre de la Défense                     | Plaek Phibunsongkhram |
| Ministre des Finances                      | Serm Kritsanamara     |
| Ministre des Affaires étrangères           | Pridi Banomyong       |
| Ministre de l'Éducation                    | Sin Kamonnawin        |
| Ministre de l'Intérieur                    | Thawan Thareesawat    |
| Ministre de la Justice                     | Laor Kraireuk         |
| Ministre des Affaires économiques          | Pao Pianlert          |
| Ministre sans portefeuille                 | Klueb Bunsayanak      |
| Ministre sans portefeuille                 | Bunchai Sawathasuk    |
| Ministre sans portefeuille                 | Wichit Wichitwathakan |
| Ministre sans portefeuille                 | Muni Mahasandhana     |
| Ministre sans portefeuille                 | Ha Sombatsiri         |
| Ministre sans portefeuille                 | Bung Supachalasai     |
| Ministre sans portefeuille                 | Tui Bin Abdullah      |
| Ministre sans portefeuille                 | Chuen Jaruwat         |
| Ministre sans portefeuille                 | Sam-ang Sukonthawit   |
| Ministre sans portefeuille                 | Jon Chotidilok        |

### Vice-ministres
- Poh Prokupt, vice-ministre des Finances
- Chey Romyanan, vice-ministre des Affaires économiques